# Лурнфельд
Лурнфельд (нем. Lurnfeld) — ярмарочная коммуна (Marktgemeinde) в Австрии, в федеральной земле Каринтия.
Входит в состав округа Шпитталь. Население составляет 2 738 человек (на 31 декабря 2005 года). Занимает площадь 33,02 км². Официальный код — 2 06 43.

## Фотографии

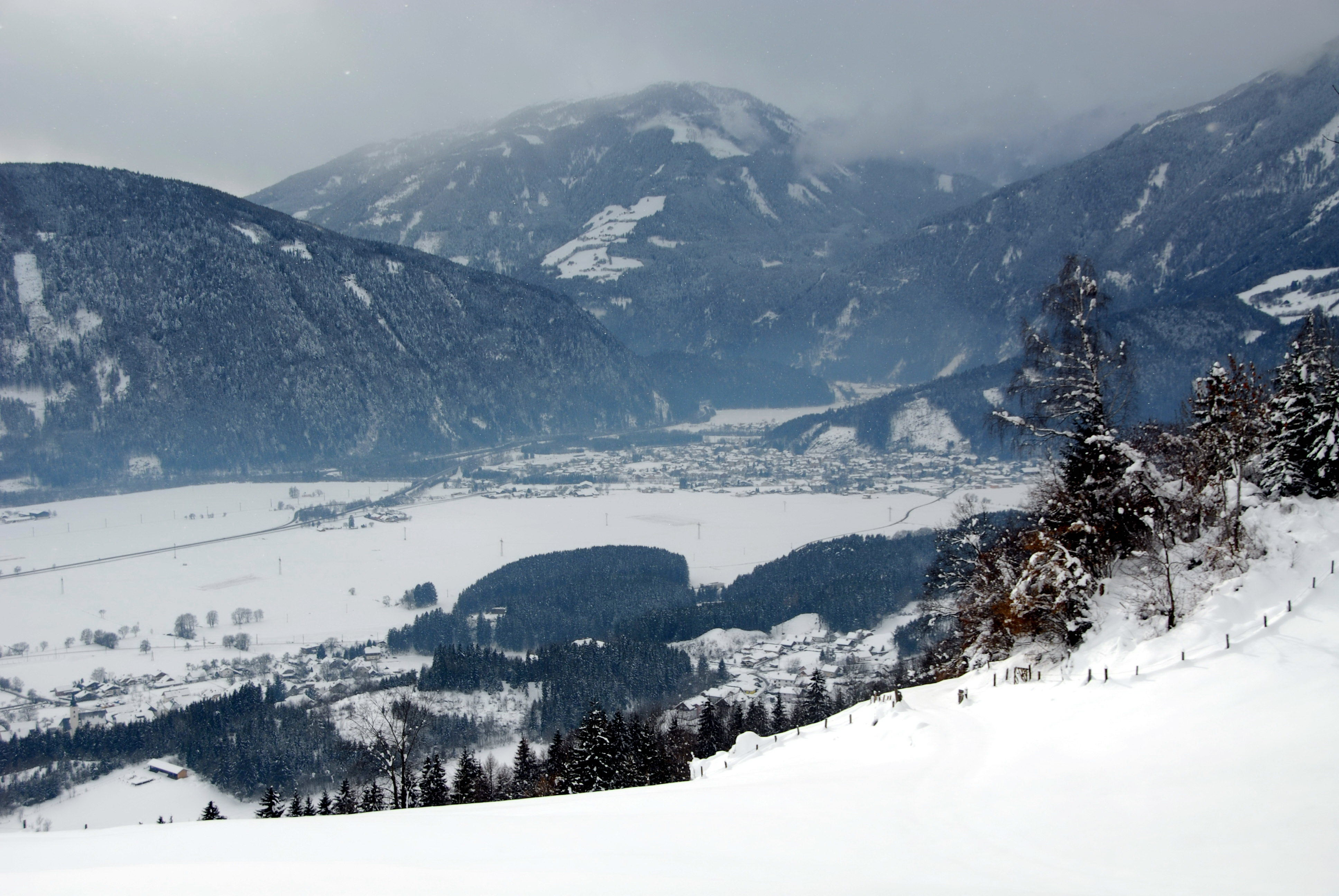
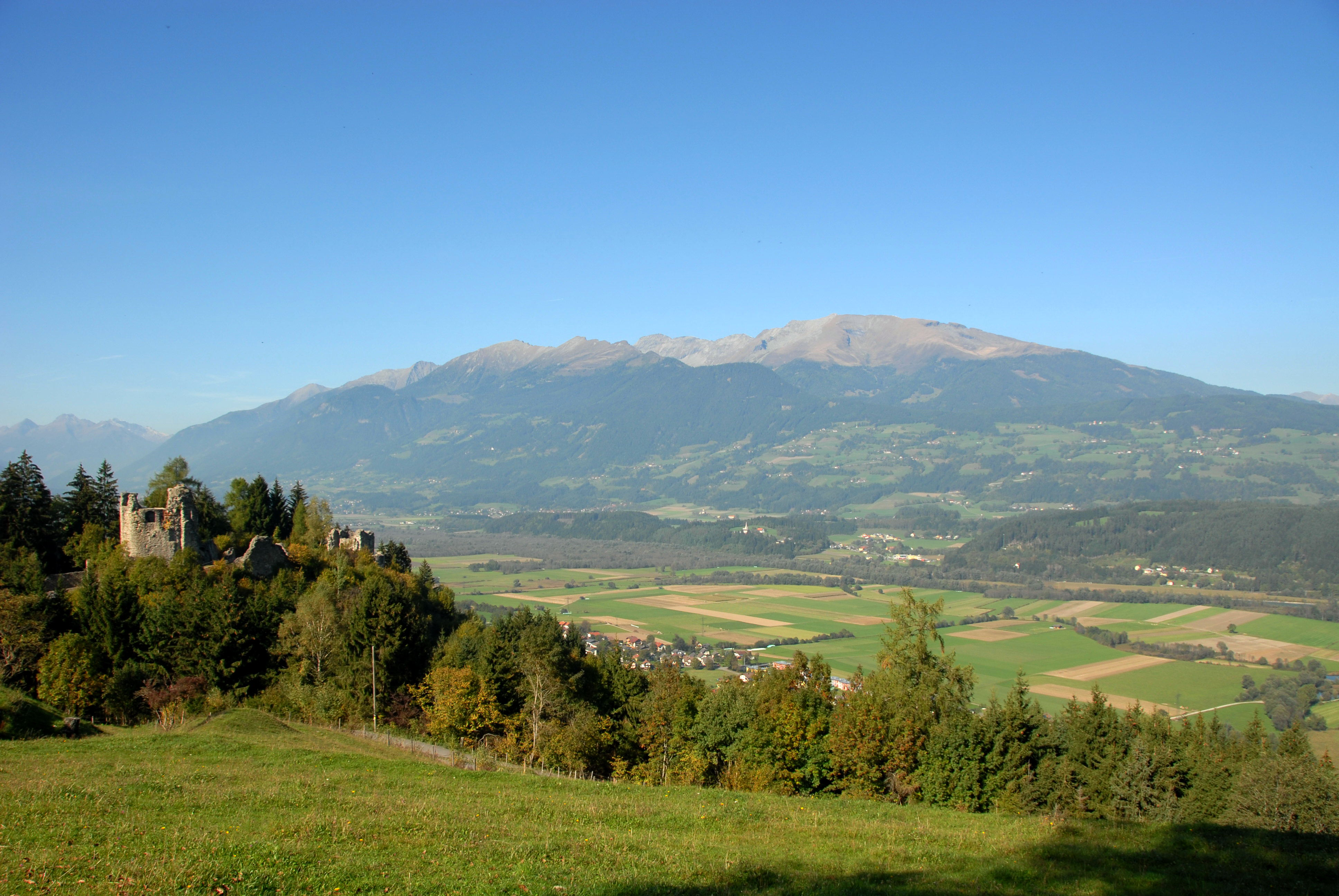
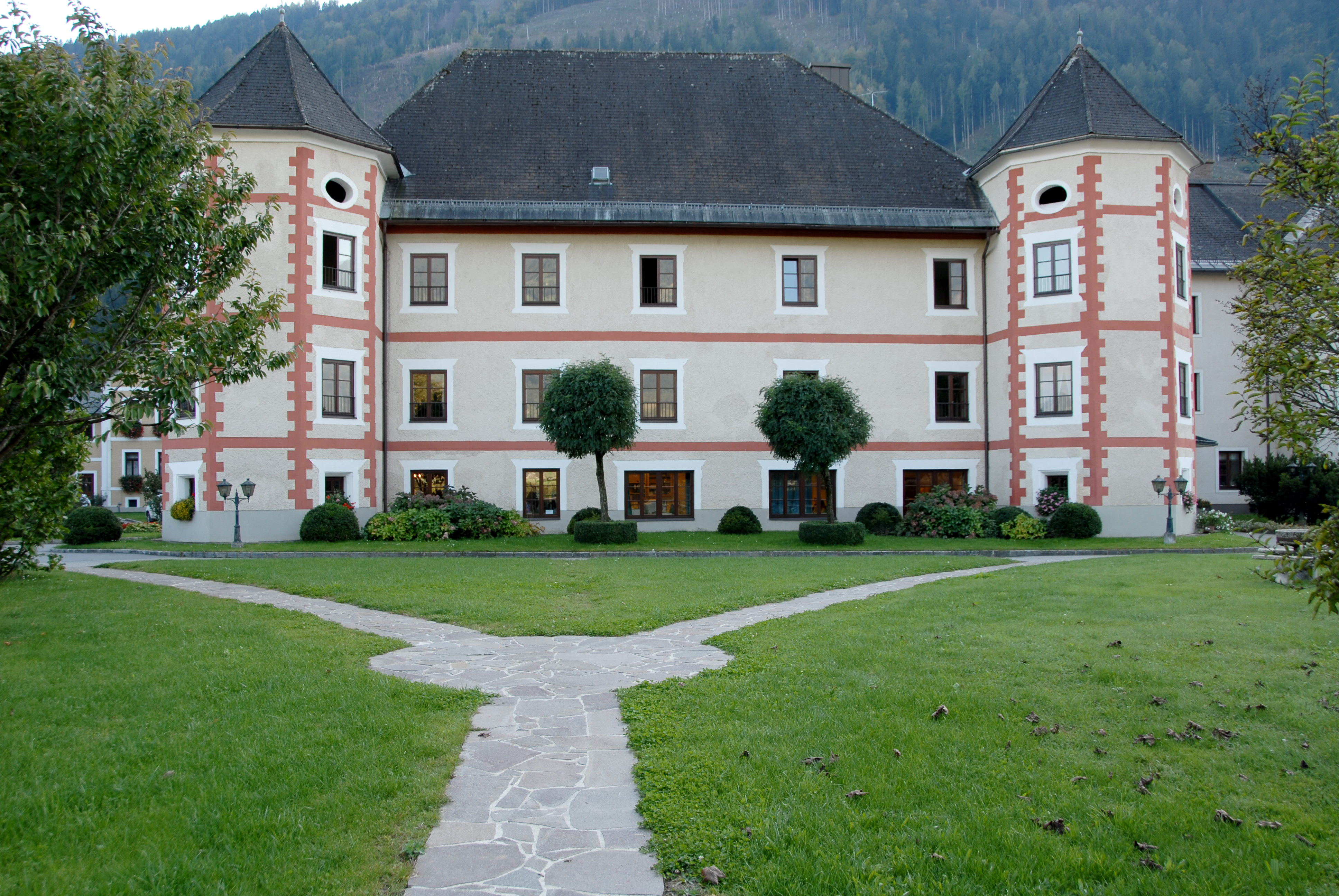
Замок
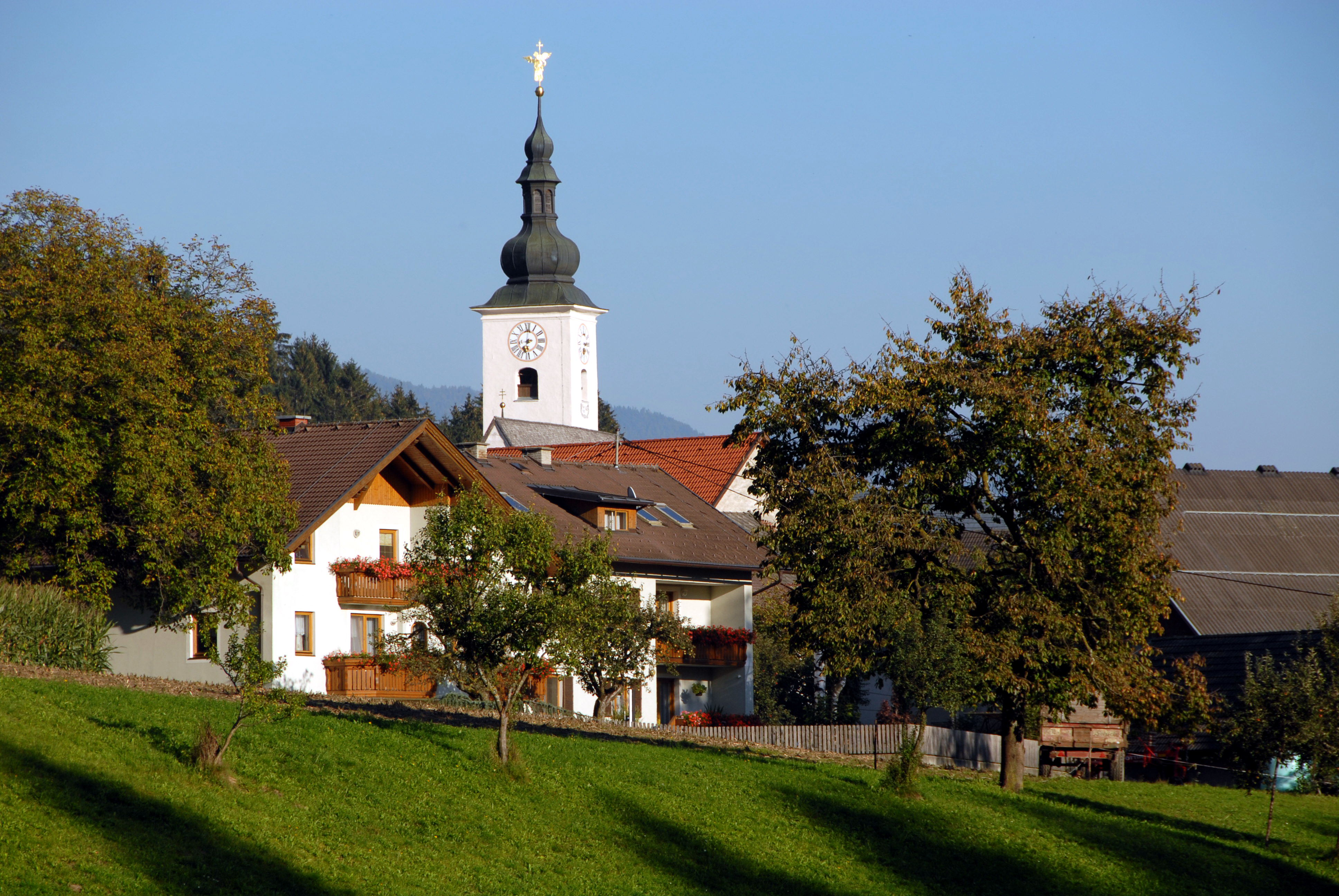
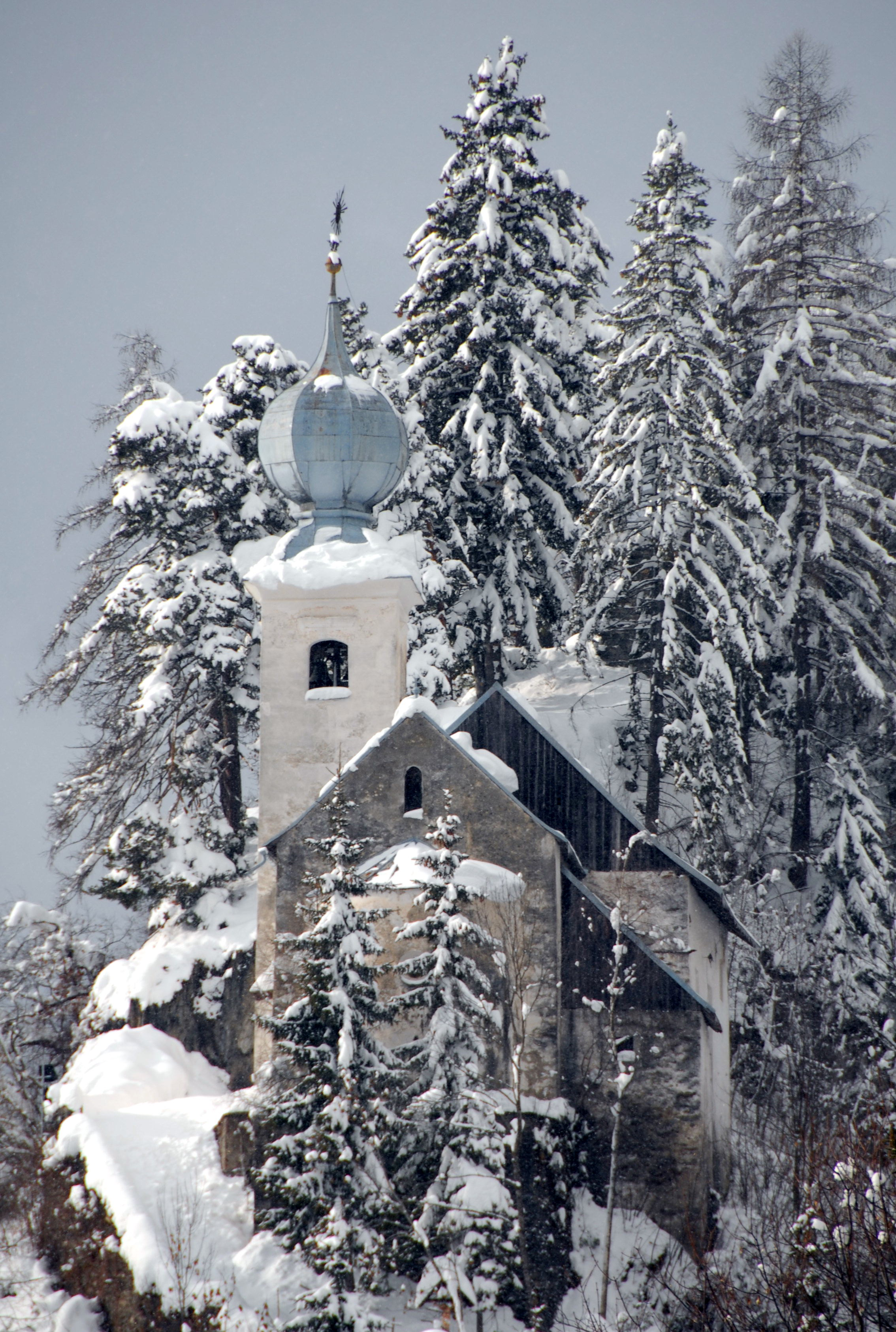
Церковь

## Политическая ситуация
Бургомистр коммуны — Рудольф Хартлиб (АБА) по результатам выборов 2003 года.
Совет представителей коммуны (нем. Gemeinderat) состоит из 19 мест.
- АБА занимает 7 мест.
- СДПА занимает 7 мест.
- Партия GLV занимает 5 мест.